# لوسي تيري
لوسي تيري (بالإنجليزية: Lucy Terry)‏ هي كاتِبة وشاعرة أمريكية، ولدت في 1730 في أفريقيا، وتوفيت في 11 يوليو 1821 في سندرلاند في الولايات المتحدة.

## وصلات خارجية
- لوسي تيري على موقع الموسوعة البريطانية (الإنجليزية)